# Vitbröstad papegojnäbb
Vitbröstad papegojnäbb (Paradoxornis ruficeps) är en fågel i familjen papegojnäbbar inom ordningen tättingar.

## Utseende och läten
Vitbröstad papegojnäbb är en rätt stor (19-19,5 cm) papegojnäbb med relativt lång näbb. Adulta fågeln är djupt roströd på hela huvudet ända till bak i nacken. I övrigt är den ljus under, med ljus strupe, och brun ovan.

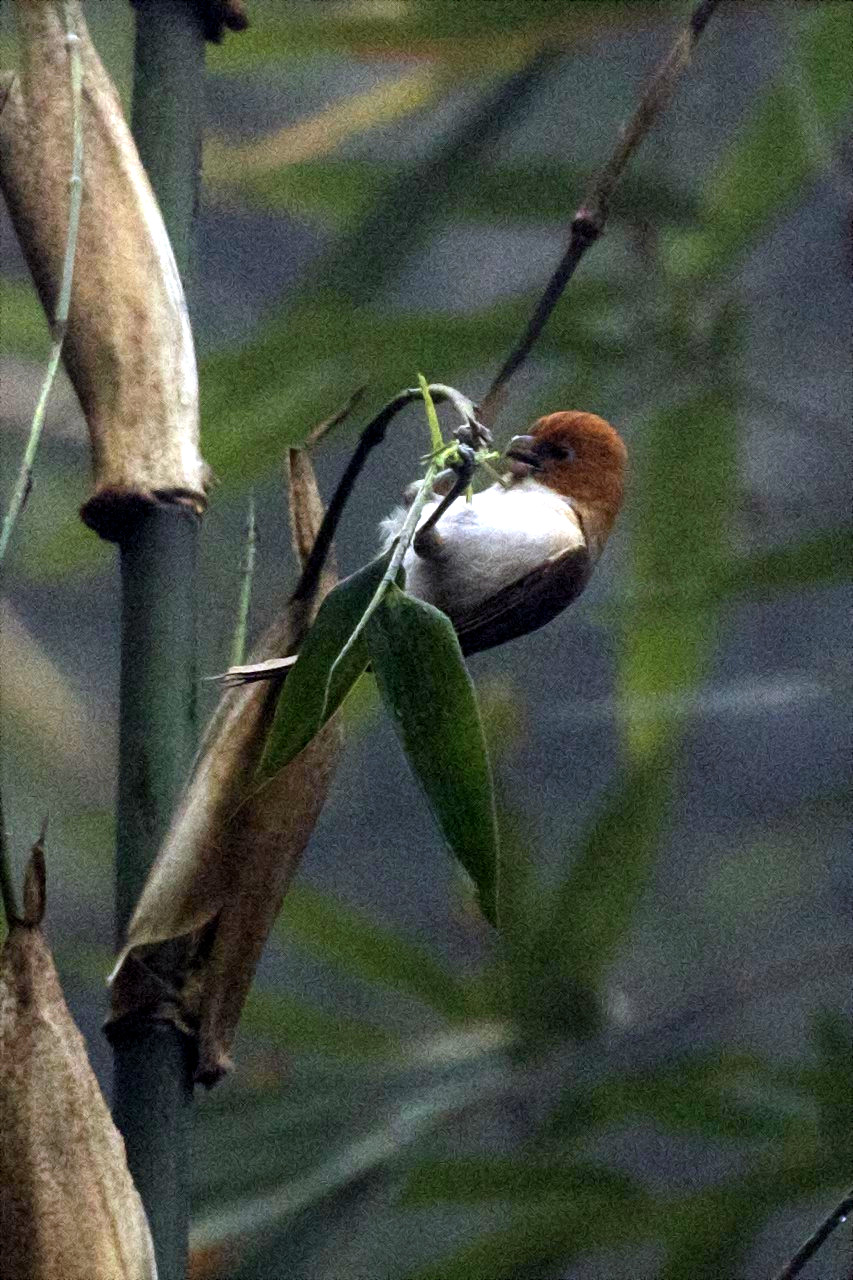

Arten är mycket lik rosthuvad papegojnäbb (P. bakeri) som tidigare behandlades som en underart. Vitbröstad papegojnäbb är dock beigefläckat vit undertill, ej beige, något mindre och har avvikande sång: fyra till sex fallande visslingar jämfört med en rytmisk fras som avslutas med utdragna visslingar.

## Utbredning och systematik
Vitbröstad papegojnäbb förekommer från Nepal till Bhutan, norra Assam, södra Kina (nordvästra Yunnan) och sydöstra Tibet. Tidigare betraktades vitbröstad och rosthuvad papegojnäbb (P. bakeri) som samma art. Den behandlas som monotypisk, det vill säga att den inte delas in i några underarter.

### Släktestillhörighet
Tidigare inkluderades alla papegojnäbbar förutom större papegojnäbb i Paradoxornis. DNA-studier visar dock att större papegojnäbb och den amerikanska arten messmyg (Chamaea fasciata) är inbäddade i släktet. Paradoxornis delades därför delats upp i flera mindre släkten. Initialt placerades vitbröstad papegojnäbb med släktingar i släktet Psittiparus, men detta har sedermera inkluderats i Paradoxornis.

### Familjetillhörighet
DNA-studier visar att papegojnäbbarna bildar en grupp tillsammans med den amerikanska arten messmyg, de tidigare cistikolorna i Rhopophilus samt en handfull släkten som tidigare också ansågs vara timalior (Fulvetta, Lioparus, Chrysomma, Moupinia och Myzornis). Denna grupp är i sin tur närmast släkt med sylvior i Sylviidae och har tidigare inkluderats i den familj, vilket i stor utsträckning görs fortfarande. Enligt sentida studier skilde sig dock de båda grupperna sig åt för hela cirka 19 miljoner år sedan, varför tongivande International Ornithological Congress (IOC) numera urskilt dem till en egen familj, Paradoxornithidae. Denna linje följs här.

## Levnadssätt
Vitbröstad papegojnäbb hittas i bambustånd i eller intill städsegrön lövskog. Den livnär sig av insekter, till exempel små skalbaggar, men även frön och säd som hirs och ris. Fågeln häckar mellan april och oktober i Indien. Arten tros vara strikt stannfågel.

## Status och hot
Arten har ett stort utbredningsområde och en stor population, men tros minska i antal till följd av habitatförstörelse och fragmentering, dock inte tillräckligt kraftigt för att den ska betraktas som hotad. Internationella naturvårdsunionen IUCN kategoriserar därför arten som livskraftig (LC).